# Cartilagine tiroide
La cartilagine tiroide o cartilagine tiroidea è una struttura cartilaginea impari facente parte delle cartilagini principali della laringe. È la più grande tra di esse e lo scudo anteriore presenta una sporgenza attraverso la cute: la prominenza laringea o pomo d'Adamo. La diversa ampiezza dell'angolo presente nella cartilagine (retto nel maschio e ottuso nella femmina e nel bambino) genera i diversi gradi di sporgenza.

## Disposizione e rapporti
La cartilagine tiroide è posta sotto l'osso ioide e sopra la cartilagine cricoide. Dà, inoltre, attacco ai muscoli cricotiroideo e tiroaritenoideo.
In generale, ha la forma di uno scudo formato da due lamine quadrilatere verticali che formano, fondendosi sulla linea mediana, un angolo aperto posteriormente responsabile della prominenza laringea o pomo d'Adamo.
Ciascuna lamina presenta posteriormente due processi: i corni tiroidei superiori e inferiore. I primi sono i più lunghi (2 cm circa) e si uniscono allo ioide tramite i legamenti tiroioidei laterali, mentre i secondi sono lunghi 5-8 mm e si mettono in rapporto con le faccette articolari tiroidee sulla cricoide.
Una cresta detta linea obliqua divide la faccia laterale di ciascuna lamina in una regione anteriore coperta dal muscolo tiroioideo e una posteriore coperta dai muscoli sternotiroideo e costrittore inferiore della faringe. La linea obliqua nasce dal margine superiore e posteriormente con il tubercolo tiroideo superiore e termina nel tubercolo tiroideo inferiore nel margine inferiore anteriormente.

## Articolazioni
Le articolazioni che coinvolgono la cartilagine tiroidea sono le due cricotiroidee. Tali articolazioni mettono in rapporto i corni tiroidei inferiori (lateralmente) con le rispettive faccette articolari tiroidee nella cricoide (più medialmente) e la capsula articolare è rinforzata dai legamenti cricotiroidei.
Tali strutture permettono, se prendono punto fisso sulla cricoide, alla cartilagine tiroidea di inclinarsi in avanti e indietro; mentre se prendono punto fisso su quest'ultima, spostano la lamina cricoidea posteriormente e il suo arco superiormente.

## Legamenti e cartilagine triticea
I legamenti che coinvolgono la cartilagine tiroide sono:
- il legamento tiroepliglottico;
- la membrana tiroidea: è una lamina fibroelastica che congiunge il margine inferiore dell'osso ioide al margine superiore e alle corna tiroidee superiori della tiroidea. Lungo la linea mediana e ai lati è ispessita formando i legamenti tiroidei mediano e laterali[4]. All'interno di questa membrana si trova la cartilagine triticea, una cartilagine accessoria[1] e incostante e passano rami del nervo laringeo superiore e dei vasi laringei superiori[4].

## Struttura
La cartilagine tiroidea è composta da cartilagine ialina che può andare incontro a ossificazione nel corso del tempo.